# Chrysophyllum subnudum
Chrysophyllum subnudum là một loài thực vật có hoa trong họ Hồng xiêm. Loài này được Baker mô tả khoa học đầu tiên năm 1877.